# Rallye Monte Carlo 1987
Rallye Monte Carlo 1987 byla první soutěží mistrovství světa v rallye 1987. Zvítězil Miki Biasion s Lancií Delta HF.

## Průběh soutěže
Juha Kankkunen s vozem Lancia Delta HF zahájil soutěž třetím časem. Za ním byl Timo Salonen na voze Mazda 323 4WD. Pomalejší byl Walter Röhrl s Audi 200 Quattro a Stig Blomqvist s vozem Ford Sierra Cosworth. Ve vedení byli Bruno Saby a Miki Biasion s dalšími Lanciemi. Sedmý byl Francois Chatriaut na voze Renault 11 Turbo a osmý Kenneth Eriksson na voze Volkswagen Golf II GTI 16V. Několik testů první etapy bylo zrušeno kvůli divákům. Do vedení to posunulo Biasiona před Sabym.
Ve druhé etapě opět vítězil Biasion před Kankkunenem, který se posunul na průběžné druhé místo před Sabyho. Čtvrtý byl Röhrl a pátý Blomqvist. Na šestém místě byl Per Eklund s vozem Subaru RX Turbo před Ragnottim. Po desáté zkoušce se ale do vedení posunul Saby. Druhý byl Kankkunen a třetí Saby, kterého zdržely drobné technické problémy. Za nimi byli Röhrl, Blomqvist, Jean Ragnotti a Eriksson. Saby musel ale kvůli převodovce ze soutěže odstoupit. Do vedení se dostal Biasion před Kankkunenem. V odpolední části etapy se na vedoucí pozici posunul Kankkunen před Biasiona. Za nimi se drželi Röhrl, Blomqvist a Ingvar Carlsson s Mazdou 323 4WD. Salonen ze soutěže odstoupil. Na šesté pozici se objevil Jean-Pierre Ballet s vozem Citroën Visa 1000 Pistes. Postupně se ale před něj probojoval Eriksson. 
Před třetí etapou podala Mazda na vozy Lancia protest pro nedovolené úpravy, ale oba vozy technickou kontrolou prošly. Na úseku Col de Turini musel Kankkkunen zpomalit kvůli problémům s přehříváním. Do čela se opět posunul Biasion a vedení týmu rozhodlo, že pořadí takto již zůstane. Třetí místo uhájil Röhrl. Blomqvist byl ze soutěže diskvalifikován.

## Výsledky
1. Miki Biasion, Siviero - Lancia Delta HF
2. Juha Kankkunen, Piironen - Lancia Delta HF
3. Walter Röhrl, Geistdorfer - Audi 200 Quattro
4. Ingvar Carlsson, Carlsson - Mazda 323 4WD
5. Kenneth Eriksson, Dietman - Volkswagen Golf II GTI 16V
6. Jen-Pierre Ballet, Lallement - Citroën Visa 1000 Pistes
7. Dorche, Breton - Citroën Visa 1000 Pistes
8. Jean Ragnotti, Thimonier - Renault 11 Turbo
9. Erwin Weber, Wanger - Volkswagen Golf II GTI 16V